# Illex illecebrosus
Illex illecebrosus is een pijlinktvis uit de familie Ommastrephidae. Hij komt voor in het noorden van de Atlantische Oceaan, op diepten van 0-1000 meter. Vrouwtjes bereiken een mantellengte van 31 cm mannetjes bereiken een mantellengte van 27 cm. De soort is orsponkelijk door Lesueur beschreven als Loligo illecebrosus.